# نوشته‌ای در بطری
نوشته‌ای در بطری (به انگلیسی: MS. Found in a Bottle) نام یک داستان کوتاه است که ادگار آلن پو، نویسندهٔ آمریکایی آن را نوشته است.